# يسار الصباحين
يسار الصباحين هو لاعب كرة قدم فلسطيني ، يلعب في نادي خدمات رفح.

## إنجازاته

### الفردية
- هداف الدوري الفلسطيني الممتاز موسم 2014–15 ب(19 هدف).

### الأندية

#### شباب رفح
- الدوري الفلسطيني الممتاز:
  - 2012–13
- كأس قطاع غزة:
  - 2012 ، 2016–17
- كأس فلسطين:
  - 2017
- كأس السوبر الفلسطيني:
  - 2013 ، 2017 ، 2018

#### اتحاد الشجاعية
- الدوري الفلسطيني الممتاز:
  - 2014–15
- كأس قطاع غزة:
  - 2016–17
- كأس السوبر الفلسطيني:
  - 2015

#### خدمات رفح
- الدوري الفلسطيني الممتاز:
  - 2019–20